# Голышев, Иван Александрович
Иван Александрович Голышев (1838—1896) — владимирский крестьянин, археолог-любитель и краевед, литограф, издатель.

## Биография
Родился 14 (26) июня 1838 года в Мстёре Вязниковского уезда Владимирской губернии в семье крепостных крестьян графа Панина, издавна занимавшейся иконописанием. Однако его отец взялся за торговлю лубочной литературой; из Москвы в Мстёру он привозил нераскрашенные лубочные картинки, которые раскрашивали его дочери. Знакомство с московским литографом Э. Лилье способствовало тому, что Александр Кузьмич в 1849 году привёз сына в Москву, чтобы поместить его во Вторую рисовальную школу графа Строганова. Вскоре Иван Голышев был переведён сразу в 3-й класс. Во время обучения он создал свою первую литографию: «Проспект семи башен в Константинополе». Оставаясь крепостным, он не имел шанса получить по окончании училища аттестат и, охладев к обучению, в 1853 году оставил училище. Голышев продолжал практиковаться в изготовлении литографий и гравюр. В 15 лет он уже сам создавал литографии. На накопленные средства Иван Голышев приобрёл литографский камень. От службы в армии удалось освободиться с помощью литографированного издания «Виды храмов села Мстёра», подаренного графу Панину, фактическому владельцу крепостного Ивана Голышева. Граф согласился заменить рекрутчину денежным взносом.
Сначала он перешёл в литографию Ф. Е. Ефимова, где создавал литографии, которые продавал его отец. С трудом откупившись от рекрутства, в феврале 1858 года ему удалось получить разрешение на открытие (на имя отца) в слободе Мстере литографического заведения; к этому времени у него было уже до 30 литографических камней. Литография Голышева печатала свыше 500 тысяч репродукций картин и до 20 тыс. гадательных таблиц и сонников в год. Раскрашивание картин производилось от руки, что давало заработок нескольким сотням семей; но со временем бизнес стал приходить в упадок из-за появления автоматизированных типографий.
Ещё в 1859 году И. А. Голышев познакомился с К. Н. Тихонравовым, по совету которого он сначала стал заниматься литографированием «видов и других замечательных местностей, а также <…> и предметов древности». Уже 22 августа Голышев был избран членом-корреспондентом Владимирского губернского статистического комитета, а 8 июня 1861 года — действительным членом комитета; это был единственный случай избрания в члены комитета простого крестьянина. Вслед за этим Иван Александрович Голышев напечатал в газете «Владимирские губернские ведомости» (1862, № 19) свою первую статью: «Нужно ли иметь хлеб в запасных магазинах крестьян там, где нет хлебопашества». С тех пор он поместил до 500 разных статей, заметок, сообщений, материалов — простые короткие корреспонденции в виде писем редактору — на страницах этого губернского издания, а также в «Трудах» и «Ежегоднике» Владимирского губернского статистического комитета, в «Голосе», «Правительственном вестнике», «Древней и новой России», «Северном вестнике»; 5 декабря 1862 года он стал членом-сотрудником Русского географического общества, а отделение этнографии общества присудило ему бронзовую медаль «за полезные труды».
В 1860-е годы Голышев открыл в Мстёре библиотеку и воскресную школу рисования. В середине 1860-х годов Голышев приобрел в Мстёре землю, возвёл там дом, в который перевёл свою литографию. В этот период у Голышева было пять ручных станков. Объём выпускаемых листов составлял 3 тысячи листов в месяц. Листы, издаваемые Голышевым, распространялись офенями.
В 1862 году через Владимир следовал император Александр II, которому были пожалованы работы Голышева. За это литограф получил в награду золотые часы.
В 1865 году, по представлению губернатора, ему была пожалована серебряная медаль на шею на станиславской ленте, которая, как известно, освобождала крестьянина от телесных наказаний — это был первый шаг к свободе. В 1870 году он стал членом Московского общества духовного просвещения. В 1871 году ему было пожаловано звание личного почётного гражданина.
В то же время в своей литографии и на свои средства он выпустил несколько ценных изданий с рисунками, снимками, видами и т. п. Сюда, в частности, относятся: «Древности Богоявленской церкви XVII века в слободе Мстере» (1870); «Атлас рисунков старинных пряничных досок» (1874); «Памятники старинной русской резьбы по дереву» (1877); «Памятники деревянных церковных сооружений Владимирской губернии» (1879); «Альбом русских древностей Владимирской губернии» (1883); «Памятники русской старины Владимирской губернии» (1883); «Альбом рисунков рукописных синодиков 1561, 1679 и 1686 гг.» (1885); «Сборник русской старины Владимирской губернии» (1890); «Рукописный синодик 1746 года» (1891). Многие из памятников воспроизведены Голышевым с большим изяществом и почти безукоризненною точностью.
Кроме предисловий к этим изданиям, И. А. Голышев также составил и издал 18 книг и брошюр, большею частью археологического содержания, с рисунками: «Богоявленская слобода Мстера» (1865); «Серапионова пустынь» (1869); «Лубочные старинные картинки» (1870); «Мифические изображения 12 лихорадок» (1871), «Древняя неуза, или амулет XIII века» (1876) и другие.
Брошюры Голышев издавал ограниченными тиражами, о чём свидетельствует текст его письма П. Д. Сырейщикову, хотевшему приобрести для своей коллекции несколько брошюр: 

 В продаже или магазинах моих изданий действительно нет нигде, они печатаются в самом ограниченном числе от 50 до 200 экземпляров…
В 1884 году Голышев был возведён в звание потомственного почётного гражданина. Был награждён золотой медалью Императорского Русского археологического общества, членом которого состоял с 1877 года. На археологические выставки и съезды он неоднократно привозил множество редких вещей. Он состоял членом многих учёных обществ, от которых получал различные награды. Государство также оценило труды Голышева, наградив его орденами: Св. Станислава 3-й ст. (1883) и 2-й ст. (1886); Св. Анны 2-й ст. (1891).
К 1887 году литография Голышева была укомплектована более чем 120 камнями, на которых было изображено более чем 300 картин. В год издавалось 30 тысяч изображений на портретной бумаге, 350 тысяч — на простой, 150 тысяч на писчей, являвшейся самым низким сортом бумаги. Также издавалось до 20 тысяч сонников и гадательных тетрадей. Из писем Голышева купцу и меценату Н. П. Сырейщикову известно, что несмотря на объём производства, доходов литография не приносила, так как много денег уходило на урегулирование спорных ситуаций с местными властями. Известно, что литографию Голышева несколько раз пытались поджечь.
Летом 1896 года во время купания с ним случился первый удар и он был частично парализован; после 4-го удара в начале декабря Иван Александрович Голышев 9 (21) декабря 1896 года скончался. Похоронен в слободе Мстера при Богоявленской церкви.

## Издания
- Лубочные старинные народные картинки : Происхождение, гравирование и распространение их / Соч. крестьянина И. Голышева, чл. сотр. Имп. Рус. геогр. и Вольн.-экон. о-в, чл. кор. Моск. археол. о-в и д. чл. Владим. губ. стат. ком. — Владимир : тип. Губ. правл., 1870. — [4], 51 с., 3 л. ил.
- Памятники старинной русской резьбы по дереву во Владимирской губернии [Текст] : [альбом] / рис. и изд. И. Голышев… — с. Мстера Владимирской губернии : Литогр. И. А. Голышева, 1876 (обл. 1877). — 4, [4] с., [20] л. цв. ил.; 43 см.
- Памятники деревянных церковных сооружений: старинные деревянные храмы во Владимирской губернии / рис. и изд. И. Голышев. — Голышевка, близ сл. Мстеры, Вязниковскаго уезда Владимирской губернии : Литография И. А. Голышева, 1879. — 5, [3] с., [21] л. цв. ил.; 43 см.
- Альбом русских древностей Владимирской губернии / рисовал и издал И. Голышев. — Голышевка, Владимир. губ. : тип. Владимир. губ., 1881. — [6], 8 с., 40 л. ил., цв. ил.; 42 см.
- Атлас рисунков со старинных прянишных досок Вязниковского уезда Владимирской губернии / собрал и издал И. Голышев. — с. Мстера, печ. в литографии И. Голышева, 1974.